# 大陆号站
大陆号站是一个集二铁路上的铁路车站，位于内蒙古自治区乌兰察布市察哈尔右翼后旗贲红镇大六号村，建于1953年，目前为四等站，邮政编码为012408。目前客运：办理旅客乘降；行李、包裹托运；货运：办理整车货物发到；不办理罐装危险货物发到。